# شوربازار
شوربازار هي بلدة في ولاية قشقداريا في أوزبكستان.